# Santa María Zacatepec, Oaxaca
Santa María Zacatepec är en ort i Mexiko.   Den ligger i kommunen Santa María Zacatepec och delstaten Oaxaca, i den sydöstra delen av landet, 300 km söder om huvudstaden Mexico City. Santa María Zacatepec ligger 345 meter över havet och antalet invånare är 4 444.
Terrängen runt Santa María Zacatepec är kuperad. Runt Santa María Zacatepec är det ganska glesbefolkat, med 27 invånare per kvadratkilometer. Santa María Zacatepec är det största samhället i trakten. Omgivningarna runt Santa María Zacatepec är en mosaik av jordbruksmark och naturlig växtlighet.